# Чжао Гань

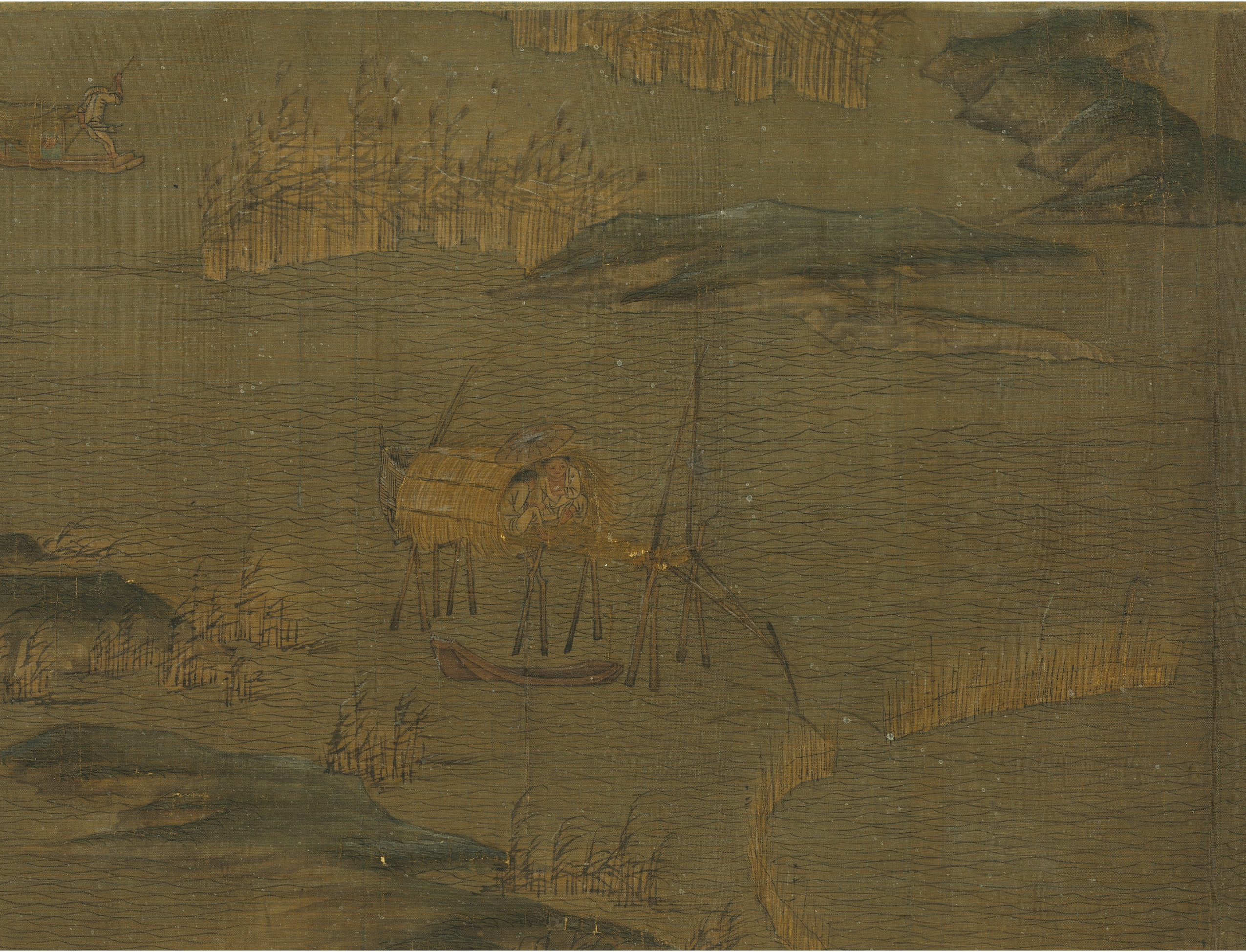
Чжао Гань. Фрагмент «По реке после первого снега»

Чжао Гань – (кит. 趙幹;  работал во второй пол. X века) – китайский художник.

## Биография.
Точные даты рождения и смерти Чжао неизвестны. О нём сохранилось крайне мало сведений. Известный теоретик и историк искусства древности Го Жосюй (XIв.) в своём трактате «Записки о живописи» сообщает о художнике очень коротко: «Чжао Гань родом из Цзяннани. Писал воду, служил как сюэшэн в Академии живописи в Цзяннани». «Сюэшэн» - был самый низкий ранг чиновника в Академии,  слово переводится как «ученик» или «студент». Академия живописи (Хуаюань) была основана в 961 году последним императором династии Южная Тан Ли Юем (под тронным именем Хоу Цзу правил в 961-975гг), который был большим знатоком и коллекционером живописи, каллиграфии и поэзии. В своей Академии он собрал лучших мастеров, пожаловав им различные чиновные ранги; среди её членов числились такие известные художники как Дун Юань, Цзюйжань, Чжоу Вэньцзюй, Гу Хунчжун и др. Чжао Ганя принято считать учеником Дун Юаня – ведущего пейзажиста южнотанской Академии, творчество которого исследователи связывают с так называемым «Цзяннаньским пейзажным стилем». Основными сюжетами этого пейзажа были изображения рек и озёр южного края в районе Цзяннани, а композиционное построение картин формировалось большими плоскостями изображённых вод. 
В 975 году император Ли Юй отрёкся от трона в пользу усиливавшейся династии Северная Сун, которая стремилась под своей властью объединить все китайские земли. Ли Юй отправился в северосунскую столицу для выражения покорности, вместе с ним туда уехали и некоторые художники его Академии. Однако никаких сообщений о судьбе Чжао Ганя в этот период нет. Некоторые исследователи считают, что он к тому моменту либо бросил живопись, либо скончался. Сто лет спустя его имя фигурирует в «Сюаньэхэ Хуапу» - каталоге живописи сунского императора Хуэйцзуна (1082-1135), в котором сообщается, что большинство работ Чжао Ганя было посвящено изображениям цзяннаньского края, озёр и рек, рыбацких деревень, и строений в окружении бамбука и цветов. Цзяннаньской теме посвящена  и единственная достоверная картина, принадлежащая его кисти – свиток «По реке после первого снега».
Оценка художественного вклада Чжао Ганя у разных критиков и историков живописи значительно отличается. По мнению одних, это второстепенный художник, не поднявшийся выше ранга «сюэшэн»; другие, как например, известный теоретик и критик эпохи Мин Дун Цичан (1555-1636), считают возможным упоминать его имя в ряду великих мастеров пейзажа от Ли Сысюня до Ма Юаня и Ся Гуя.

## По реке после первого снега.

Чжао Гань. По реке после первого снега. 25.9 х 376.5 см, Гугун, Тайбэй.

Картина представляет собой шёлковый свиток размером 25.9 х 376.5 см, написанный тушью и красками; хранится в Национальном дворцовом музее Тайбэя. В начале свитка имеется небольшая надпись, в которой сообщается имя художника, его должность при дворе и название картины – всё в один столбец. Надпись, вероятно, сделана рукой императора Ли Юя. На картине художник изобразил рыбаков, отправляющихся за уловом после первого выпавшего осенью снега. Чжао Гань с почти научной достоверностью и скрупулёзностью отобразил все технические особенности рыбного промысла в Китае X века – сети, укрытия от дождя, одежду, рыболовные приспособления, снасти и лодки. Всё это передано так же достоверно и точно, как жесты самих рыбаков и все нюансы их деятельности. Эти сюжеты вполне можно было бы счесть серией этнографо-исторических зарисовок, скомпонованных в одну большую картину. Однако художник смог не только изобразить быт рыбаков, но и передать леденящую атмосферу поздней осени: деревья стоят голыми, с помощью разбрызганного кистью белого пигмента Чжао Гань изобразил падающие на рыбаков снежинки, а холодный ветер в начале свитка так пронизывает путника, что тот спрятал озябшие руки в рукава. Подавляющее большинство экспертов считают это произведение авторским подлинником X века, что является большой редкостью среди старинной китайской живописи, которая большей частью сохранилась в поздних копиях.

## Список произведений  Чжао Ганя.
(по кн. James Cahill «An index of early Chinese painters and paintings: Tang, Sung, and Yüan» University of California Press. 1980)
- По реке после раннего снега. Пейзаж с рыбаками и путниками. Свиток. Название написано императором Чжанцзуном династии Цзинь (правил в 1190-1209гг), который согласно колофону, получил эту картину от чиновников. Колофоны Кэ Цзюсы (датирован 1330г) и других юаньских литераторов. Стоит юаньская дворцовая печать Тянь Чжибао, употреблявшаяся ок. 1330г. Вероятно, оригинальная работа. Гугун, Тайбэй.
- Туманный осенний пейзаж. Приписывается. Минская копия старой (северосунской?) работы. Гугун, Тайбэй.
- Пейзаж. Двойной альбомный лист. Стоит поддельная подпись. Гораздо более поздняя работа. Гугун, Тайбэй.